# University of the District of Columbia
A University of the District of Columbia (rövidítve: UDC) városi fenntartású egyetem Washingtonban, az Amerikai Egyesült Államok fővárosában.

## Külső hivatkozások
- Hivatalos weboldal
- Official Athletics website